# Valdelamusa
Valdelamusa es una pedanía y población minera perteneciente al municipio de Cortegana (Huelva, Andalucía, España), dependiente de la Mancomunidad de municipios del Andévalo Minero. Está situada en un valle, entre el comienzo de las estribaciones de la Sierra de Huelva y donde termina el Andévalo Minero, y aunque está rodeada de minas, su situación geográfica es algo que le permite conjugar a la vez las mejores cualidades serranas y mineras. 
Además es interesante contemplar la distribución geográfica del pueblo, en concreto de las actuales casas, de las antiguas oficinas, de las antiguas casas de los ingenieros, del antiguo campo de golf de los franceses o la estación ferroviaria (Huelva-Zafra) para percatarse de la estructura jerárquica que concibieron los explotadores de la mina de la antigua Sociedad Francesa en los siglos XIX y XX, sobre los trabajadores, -as valdelamuseños, -as.

## Historia
Para conocer el nacimiento del topónimo "Valdelamusa", hay que remontarse a los albores de la conquista musulmana de España. Más concretamente hasta el emir del Norte de África "Musa ben Nusayr", que en el año 712 d. C. pasó con sus tropas a la península para unirse a su lugarteniente Tariq, que ya en la primavera del año 711 d. C. había desembarcado en Gibraltar. 
Musa, con sus 18.000 hombres, siguió un itinerario de conquista que le llevó a ocupar las plazas de Carmona, Medina Sidonia y Sevilla, atravesando después tierras de la actual provincia de Huelva y cruzando un valle en las primeras estribaciones de la Sierra que recibió su nombre “ Fachch Musa”, que con el tiempo devino en “Valdelamusa”.
Aquel valle adehesado de encinas y alcornoques lo encontramos referido en multitud de legajos de los archivos municipales de Cortegana (municipio al que pertenece en la actualidad, ya que anteriormente pertenecía a Almonaster la Real), el Cerro de Andévalo y Almonaster la Real, y en su mayor parte debido a una contienda jurisdiccional que arranca en el siglo XV entre los concejos antedichos por delimitar y poseer jurisdicción sobre una dehesa que disfrutarían por terceras partes desde 1845. Esta contienda jurisdiccional de siglos se reactiva a mitad del siglo XIX, momento en que estaba muy reciente la conformación provincial del Ministro Javier de Burgos (1834), y por tanto, días donde los trabajos de delimitación de los términos municipales ya enfrentaban a algunos ayuntamientos.
Pero además, otra cuestión, quizás más importante vino a reactivar aquel pleito secular y el afán por delimitar o poseer la Dehesa de Valdelamusa, esto es, el registro de la mina “Cumbres de Confesionarios”, así como el incipiente crecimiento de un núcleo poblacional llamado Valdelamusa. Ambos acontecimientos reportarían a las arcas municipales del Consistorio cabecera, grandes riquezas a través del cobro de impuestos y permisos a empresas y trabajadores.

### El nacimiento de la población de Valdelamusa
Hasta este momento, siempre que se ha hablado de Valdelamusa se ha hecho referencia a un valle o dehesa de encinas y alcornoques, que albergaba aprovechamientos forestales y ganaderos de los vecinos de Cortegana, Almonaster la Real y El Cerro de Andévalo, pero que no contenía ningún núcleo estable de población.
A mediados del siglo XIX, una favorable legislación minera y la necesidad de metales en la industria europea facilitó la entrada de capitales y empresas extranjeras en toda la faja pirítica onubense, cuya riqueza minera es conocida desde la antigüedad. Así que, en 1845, Pedro Pérez Tobías registra la mina “Cumbres de Confesionarios” situada en la Dehesa de Valdelamusa. Pero la puesta en explotación de la mina fue precaria y dificultosa, hasta que en 1886 la empresa francesa "Compagnie des Mines de Cuivre d´Aguas Teñidas" adquiere la mina al mismo tiempo que la cercana explotación de "Aguas Teñidas".
Paralelamente, y al calor del surgimiento de distintas explotaciones mineras en el Andévalo y la Sierra onubense, Guillermo Sundheim acomete la construcción del ferrocarril Huelva-Zafra que en su primer tramo Huelva-Valdelamusa inaugurado el 23 de julio de 1886, casualmente coincide en fecha con las fiestas de "la Velada" de Valdelamusa.
Minas y ferrocarril son factores que interactúan para que un asentamiento minero inicial, se fuera consolidando pronto como una población emergente, que ya en 1888 contaba con 298 trabajadores que junto con sus familias fueron los primeros valdelamuseños dignos de llamarse como tales.

##### El esplendor económico
En 1889 la "Societe Francaise des Pyrites" de Huelva se subroga en todas las posesiones de la anterior "Compagnie des Mines de Cuivre d´Aguas Teñidas" adquiriendo pues entre otras, las explotaciones mineras de Confesionarios, Aguas Teñidas y Lomero-Poyatos. Confesionarios se agotó en los días finales del siglo XIX, pero las otras explotaciones tomaron desarrollo y auge, lo que supuso para la población de Valdelamusa un verdadero momento de esplendor económico y social. 

Así lo reflejan estas palabras del 8 de febrero de 1895, del periodista José de la Loma, coetáneo del Diario madrileño "El Liberal", que visitó Valdelamusa en ese año:
“ Valdelamusa es un pueblo esencialmente minero. Allí todo el mundo vive de las minas. Las casas, la iglesia, las escuelas, el hospital, el cementerio, pertenecen a la Compañía; todo está construido y costeado por ella. Para el minero de Aguas Teñidas no hay más amor que el amor al pedrusco que lleva en sus entrañas el metal codiciado… No tienen más admiración que en la que su alma despierta la sabiduría de Mr. Prevost, el mejor amo que ellos han tenido… 
El maestro de escuela vive en calma y tranquilidad envidiable, disfrutando un sueldo de 18.000 reales. El cura cumple los religiosos preceptos emulado por la satisfacción de sus necesidades cubiertas espléndidamente por aquella empresa poderosa. El médico cura a sus enfermos, y el sepulturero entierra a los muertos… Fuera de allí, no hay nada más. De sus padres aprendieron el rudo trabajo y mueren trabajando con el consuelo de saber que su viuda y sus hijos pequeños tendrán, mientras vivan, pan para comer y techo para dormir… La Compañía lo paga todo y atiende a todo.

Aquel río de hierro, que se trueca en oro al llegar a la mano de los explotadores, da para mucho: enriquece a una empresa y sostiene al obrero hasta después de su muerte… Valdelamusa, para el minero, es un paraíso mil veces mejor al que nos cantaba en estrofas admirables el gran poeta inglés. 1200 obreros trabajan en la mina de Aguas Teñidas; reciben su jornal dos veces por semana y se subdividen en jornaleros de …”

#### Crisis, abandono de la actividad y resurgir
Las explotaciones antedichas aportaron a nuestra población el sustento económico durante gran parte del siglo XX, hasta que a mediados de la década de 1970, la caída en picada de los precios de los metales en general, y de la pirita y el cobre, en particular, en los mercados internacionales, dieron al traste la actividad minera de toda la Faja Pirítica Onubense. 
Valdelamusa quedó sumida en un soporífero sueño de estancamiento y recesión durante un largo periodo de tiempo de casi unos 40 años, del que pareció despertar en 2007, con la puesta en explotación de nuevo, de antiguos y conocidos yacimientos mineros, que ya un día dieron a luz a esta pedanía.

## Lugares de interés

### Minas
En Valdelamusa se pueden ver antiguas minas, como la de Confesionarios: "La Corta", Aguas-Teñidas, o Lomero-Poyatos.

### Otros lugares de interés
- Estación del ferrocarril: en la línea Huelva-Zafra.
- Campo de golf (Actual merendero).
- Fuente del Valle.
- Monumento a los caídos en la Guerra Civil.
- Antiguos cargaderos de la Mina Confesionarios.
- Antiguos jardines franceses.
- Antiguo campo de fútbol.
- Actual Mina De Aguas Teñidas.
- Plaza principal "el Paseo"

## Servicios públicos

### Sanidad
- Consultorio médico de Valdelamusa.

### Ocio y cultura
- Polideportivo.
- Teatro "Valdelamusa".

## Patrimonio
- Iglesia Nª Sra. del Carmen.
- Cementerio.

## Celebraciones
- Semana Santa: domingo y lunes de Pascuas.
- 3º sábado y domingo de mayo: Romería de Santa Eulalia de Almonaster la Real (celebrada en y junto a otros pueblos).
- 3º fin de semana de julio: Fiestas en honor la Virgen del Carmen, conocidas como "La Velada".
- Agosto: Verbena.